# 2017年ミス香港選挙
2017年ミス香港選挙（2017ねんミスホンコンせんきょ、英語: Miss Hong Kong 2017）は2017年に行われた、香港のテレビ局である無綫電視による、ミス香港を選出するための選挙。その決勝戦は2017年9月3日に将軍澳のテレビシティで開催された。

## 順位
- グランプリ：雷莊𠒇（Juliette Louie／ジュリエット・ルイ）
- 2位：何依婷（Regina Ho／レジーナ・ホー）
- 3位：黄瑋琦（Emily Wong／エミリー・ウォン）